# Traunkirchen
Traunkirchen è un comune austriaco di 1 623 abitanti nel distretto di Gmunden, in Alta Austria.

## Monumenti e luoghi d'interesse
- Chiesa dell'Incoronazione di Maria